# Anne Imberty
Anne Imberty, née le 12 avril 1960 à Briançon, est une biochimiste et biologiste moléculaire française. Directrice de recherche au CNRS à Grenoble, spécialiste en glycobiologie structurale, elle dirige l'équipe Glycobiologie moléculaire du Centre de recherches sur les macromolécules végétales de Grenoble où ses activités de recherche concernent l'analyse structurale d'oligosaccharides biologiquement actifs par modélisation moléculaire et cristallographie aux rayons X, la modélisation moléculaire et études cristallographiques des lectines et de leurs interactions avec les carbohydrates, la modélisation moléculaire des nucléotide-sucres, l'analyse séquence-structure-fonction des glycosyltransférases et le développement méthodologique en modélisation moléculaire pour l'étude des interactions protéine-glucide.

## Travaux de recherche
Elle étudie avec son équipe les relations structure-fonction des molécules glucidiques complexes (oligosaccharides et polysaccharides) libres ou associées aux glycoconjugués, et des protéines qui interagissent avec ces molécules glucidiques, principalement les glycosyltransférases (les enzymes qui assemblent les structures glucidiques) et les lectines (les protéines qui les reconnaissent).
Elle travaille aussi sur l'élaboration de nano-objets de nature glucidique et au développement d'outils et de bases de données utiles à la communauté des chercheurs œuvrant dans le domaine des glycosciences.
Elle est depuis 2013 directrice adjointe scientifique de l’Institut de chimie du Centre national de la recherche scientifique auprès de la Mission pour l’interdisciplinarité. Elle est par ailleurs membre du conseil scientifique du labex Arcane « Grenoble une chimie bio-inspirée », membre du comité d’experts de l’ITMO Bases moléculaires et structurales du vivant et enfin membre du conseil scientifique de l'association Vaincre la mucoviscidose».

## Récompenses et distinctions
- 2014 : chevalier dans l'ordre national de la Légion d'honneur[3]
- 2013 : médaille d'argent du CNRS[4]
- 2011 : prix Charles-Dhéré (chimie)[5]
- 2005 : prix international « Mizutani Foundation for Glycosciences »[6]
- 2004 : grand prix de International Carbohydrate Organization « Roy Whistler Award »
- 1990 : prix "Jeune chercheur" du Groupe français des glucides